# Thompson W. McNeely

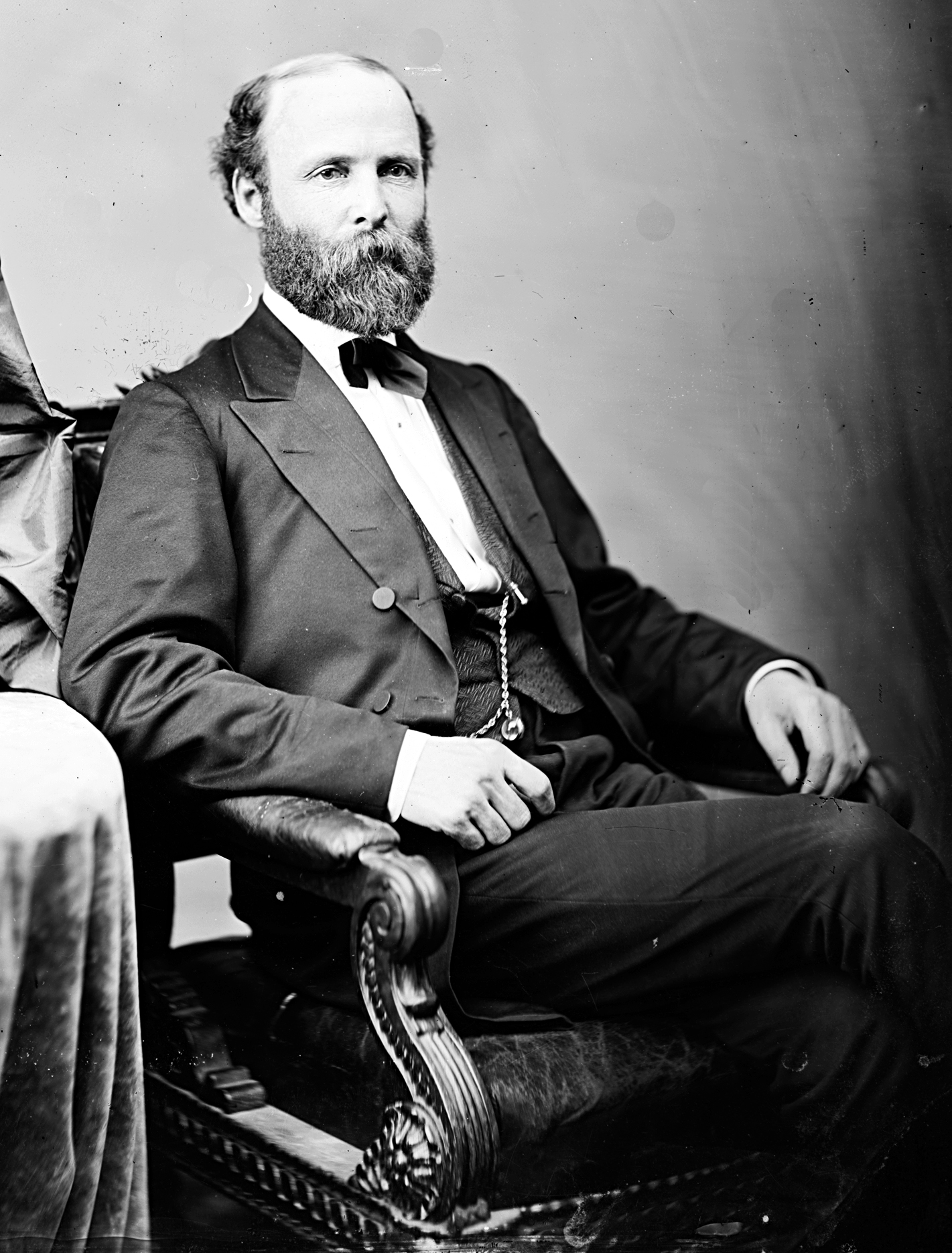
Thompson W. McNeely

Thompson Ware McNeely (* 5. Oktober 1835 in Jacksonville, Illinois; † 23. Juli 1921 in Petersburg, Illinois) war ein US-amerikanischer Politiker. Zwischen 1869 und 1873 vertrat er den Bundesstaat Illinois im US-Repräsentantenhaus.

## Werdegang
Thompson McNeely besuchte die öffentlichen Schulen seiner Heimat und danach das Jubilee College in Peoria. Danach studierte er bis 1856 am Lombard College in Galesburg. Nach einem anschließenden Jurastudium an der University of Louisville in Kentucky und seiner 1857 erfolgten Zulassung als Rechtsanwalt begann er in Petersburg in diesem Beruf zu arbeiten. Gleichzeitig schlug er als Mitglied der Demokratischen Partei eine politische Laufbahn ein. Im Jahr 1862 war er Delegierter auf einer Versammlung zur Überarbeitung der Verfassung von Illinois.
Bei den Kongresswahlen des Jahres 1868 wurde McNeely im neunten Wahlbezirk seines Staates in das US-Repräsentantenhaus in Washington, D.C. gewählt, wo er am 4. März 1869 die Nachfolge von Lewis W. Ross antrat. Nach einer Wiederwahl konnte er bis zum 3. März 1873 zwei Legislaturperioden im Kongress absolvieren. 1872 verzichtete er auf eine weitere Kandidatur.
In den Jahren 1872, 1892 und 1896 nahm Thompson McNeely als Delegierter an den jeweiligen Democratic National Conventions teil. Nach dem Ende seiner Zeit im US-Repräsentantenhaus praktizierte er wieder als Anwalt. Seit 1910 übte er im Menard County das Amt des Master in Chancery aus. Er starb am 23. Juli 1921 in Petersburg.